# دکتر عزیز
دکتر عزیز (به ژاپنی: ディア・ドクター) فیلمی به کارگردانی میوا نیشیکاوا است که در سال ۲۰۰۹ اکران شد.

## بازیگران
- ایتا
- ترویوکی کاگاوا
- کائورو یاچیگوسا
- کیمیکو یو
- یوتاکا ماتسوشیگه
- تاکاشی ساسانو